# Bona fides
Bona fides (бона фідес) — латинський юридичний термін, який означає «чесні засоби», «добрі послуги», «сумлінність», та виражає моральну чесність, віру в істинність або хибність судження або думки, або стосується доброчесності поведінки. Це поняття має важливе значення в юриспруденції, особливо в разі застосування або трактування права справедливості.
Протилежним концептом до bona fides є mala fides.

## Bona fides уміжнародному праві
Один із видів дипломатичного вирішення міжнародних спорів. Застосовують його в так званому «м'якому праві».

## Bona fides вангло-саксонському праві
У сучасній англійській мові це поняття часто використовують як синонім для будь-чого, що позитивно характеризує людину, зокрема, це варіант презумпції невинуватости, коли людину вважають невинною, аж поки її вина не буде встановлена в законному порядку.